# سينجر أوشا
سينجر أوشا (بالإنجليزية: Usha)‏ هي مغنية هندية، ولدت في 29 مايو 1978 في Nagarjuna Sagar Assembly constituency ‏ في الهند.

## وصلات خارجية
- سينجر أوشا على موقع IMDb (الإنجليزية)
- سينجر أوشا على موقع ميوزك برينز (الإنجليزية)
- سينجر أوشا على موقع ديسكوغز (الإنجليزية)